# Nand Peeters
Ferdinand „Nand“ Peeters (* 13. Oktober 1918 in Mechelen; † 27. Dezember 1998 in Turnhout) war ein belgischer (flämischer) Gynäkologe und Wissenschaftler, der maßgeblich an der Entwicklung von „Anovlar“ beteiligt war. Anovlar war die erste Antibabypille, die außerhalb der USA vermarktet wurde (1961), die akzeptable Nebenwirkungen aufwies und die weltweit verwendet wurde.
In der von ihm empfohlenen Originalzusammensetzung wurde Anovlar seit der Einführung bis 1986 durch die Schering AG produziert, obwohl ab 1964 auch Varianten mit niedrigeren Hormonmengen auf den Markt kamen – darunter einige unter dem Namen „Anovlar“.
Darüber hinaus lieferte Nand Peeters auch einen wichtigen Beitrag zur Behandlung der Rhesus-Inkompatibilität.

## Leben
Nand Peeters wurde als Sohn von Désiré Peeters geboren, einem Chirurgen, der in Mechelen eine eigene Klinik gegründet hatte. Nand besuchte dort die Sint-Rombouts-Mittelschule und studierte danach Medizin an der Katholieke Universiteit Leuven. Seine Ausbildung zum Facharzt der Gynäkologie schloss er aber in einer Entbindungsanstalt in Brügge ab.
1945 heiratete er Paula Langbeen, mit der er sechs Kinder hatte, und die sein ganzes Leben seine Buchhalterin war – Peeters selbst verabscheute jede Verwaltungsarbeit.
1946 ließ er sich als Gynäkologe in Turnhout nieder. Bis dahin verfügte Turnhout über keinen Gynäkologen, obwohl es mit 32.000 Einwohnern die größte Stadt des nördlichen Kempen war. Bevor er seine Praxis eröffnete, betrug die perinatale Sterberate in Turnhout etwa 10 bis 12 Prozent; in seinem ersten Jahr gelang es ihm, sie auf zwei Fälle von etwa 500 Entbindungen zu senken.
1951 wurde er zum Direktor der Maria-Gabriël-Entbindungsanstalt und der gynäkologischen Abteilung des Sankt-Elisabeth-Hospitals ernannt. Unter seiner Leitung wurde diese Abteilung eine der besten im ganzen Land, was seine statistischen Ergebnisse, die er bei einer Tagung an der Katholieke Universiteit Leuven vorlegte, zeigten. Er schaffte die modernste Technologie an, betrieb innovative Forschung, regte junge und vielversprechende Ärzte, die er anstellte, zur Forschung an, und führte neue Techniken, wie die Sonografie, ein. 1952 stellte die Katholieke Universiteit Leuven ihn als Lehrkraft auszubildender Ärzte an. Diese Anstellung wurde 1963 aus bisher nicht geklärten Gründen beendet. Noch in 2011 behauptete die Universität, seine Akte, die diese Gründe wohl erklären könnte, sei „schwer zu finden“.
Ebenfalls in Turnhout gründete er 1953 die Sankt-Elisabeth-Krankenschwesterschule, wo er ehrenamtlich lehrte. Er war ein anspruchsvoller Dozent und Prüfer, übertrug den von ihm ausgebildeten Krankenschwestern aber viel Verantwortung.
1986 trat er in den Ruhestand. Eine Hirnblutung 1988 beendete sein berufliches Leben, da er nicht länger kommunikationsfähig war. Er lebte noch zehn Jahre, bis zum 27. Dezember 1998.

## Gynäkologe
Beruflich war Peeters vor allen Dingen Gynäkologe, der eine große Zahl an Geburten begleitet hat. So zählte er die Entbindungen, die er begleitet hatte, nicht länger, als sie 30.000 überschritten. Sein Ziel war dabei stets, das Wohlbefinden seiner Patientinnen, in deren Geschichten über ihn ihre Achtung vor und ihr Vertrauen zu Peeters zum Ausdruck kommen.
Er widmete sich in diesem Bereich der Forschung, lehrte, hielt aber auch nicht-akademische Vorlesungen und publizierte sowohl für die Fachwelt als für das breite Publikum. Er tat dies, weil er damit hoffte, das Wohlbefinden seiner Patientinnen sowie schwangerer und heiratsfähiger Frauen zu verbessern. Bezeichnenderweise war das erste Problem, mit dem er sich noch während seiner Ausbildung in Brügge beschäftigte, Schmerzbehandlung während der Entbindung.

## Die Entwicklung von Anovlar
In den fünfziger Jahren verfolgte Peeters die Entwicklung verschiedener Hormone sowie ihre Anwendungen mit großer Aufmerksamkeit. Er kannte das Werk Gregory Pincus’ und auch die bedenklichen Nebenwirkungen dessen Medikaments „Enovid“, das ursprünglich ab 1957 als Arzneimittel gegen Menstruationsbeschwerden verschrieben wurde. Er wusste außerdem, dass die Schering AG eine Anzahl von Hormonen entwickelt hatte. Als Jean Frenay, ein Vertreter bei Schering, ihm mitteilte, seine Firma habe zwei davon zum Versuchspräparat SH-513 kombiniert (2 mg Noresthisteronacetat und 0,01 mg Ethinylestradiol), bat Peeters ihn um eine ausreichende Menge SH-513, um das Präparat bei seinen Patientinnen zu testen. In einem Brief an Schering schrieb Frenay, dass Peeters „vor allem an Ovulationshemmung im Hinblick auf Empfängnisverhütung denkt“. Das bedeutet, dass die Idee, SH-513 als Antibabypille zu entwickeln, von Peeters stammte, und nicht von Schering AG. Der Hauptgynäkologe der Schering AG wollte anfangs, dass Peeters SH-513 als Medikament gegen Menstruationsbeschwerden entwickelte. Letzten Endes aber gestattete Schering AG Peeters SH-513 als Antibabypille zu entwickeln.
Peeters wählte für seine Untersuchung Patientinnen, für die eine Entbindung lebensbedrohend gewesen wäre, oder die Gefahr liefen, ein Kind tot auf die Welt zu bringen, etwa wegen Rhesus-Inkompatibilität. Er sagte ihnen ausdrücklich, dass er dabei sei, ein neues Medikament zu entwickeln, und erhielt ihre Zustimmung, dies bei ihnen zu prüfen. Die Ergebnisse seiner sehr begrenzten Untersuchung, an der nur 50 verheiratete und fruchtbare Frauen teilnahmen, ergaben, dass eine Dosis von 3 bis 4 mg Noresthisteronacetat und „mindestens“ 0,05 mg Ethinylestradiol wirksam war und zugleich wenig Nebenwirkungen hatte. Seiner Empfehlung folgend, produzierte Schering AG sein SH-639-Präparat mit genau dieser Dosis und veranlasste groß angelegte Untersuchungen in Deutschland, Australien, Japan und den Vereinigten Staaten, in denen 14,038 Monatszyklen an 2433 Frauen beobachtet wurden. Die Ergebnisse waren eindeutig und führten zur Empfehlung SH-639 als hormonales Verhütungsmittel.
Aber die Schering AG zögerte, die Arznei in Deutschland einzuführen, weil sie fürchtete, Erinnerungen an die Eugenik des Nationalsozialismus wachzurufen. In der Nazizeit hatte die Schering A.G. nämlich ihre Untersuchungen nicht eingestellt und sie hatte zum Beispiel Carl Clauberg Sexualhormonen zur Verfügung gestellt, der als SS-Arzt an hunderten weiblichen KZ-Häftlingen Zwangssterilisationen vorgenommen hat.
Die Pille wurde zuerst in Australien unter dem Namen „Anovlar“ eingeführt; der Name, vom australischen Vertreter der Schering A.G. Alexander Hart ausgedacht, sollte ‘ohne Eisprung’ bedeuten. Die folgende Liste gibt die Zeitpunkte seiner Einführung in einigen Ländern wieder:
- Australien: Februar 1961
- Deutschland: Juni 1961
- Schweiz: Oktober 1961
- Österreich: Juni 1962
- Frankreich: Februar 1964
- Spanien: Juni 1964
- Belgien: März 1965
- Italien: Ende der 60er Jahre
- Japan: Anfang der 70er Jahre, nur auf „medizinische Indikation“; Juni 1999 als Kontrazeptivum zugelassen

## Peeters’ Moral in Bezug auf die Pille
Peeters war stolz auf seinen Beitrag zur Entwicklung der Antibabypille und stimmte in diesem Punkt nie mit der katholischen Kirche, der er angehörte, und ihrer radikalen Ablehnung des Verhütungsmittels überein. Als er um einen Beitrag über ihn in einer niederländischen Fassung des Who’s Who gebeten wurde, zitierte er nur eine seiner Veröffentlichungen: Peeters 1970. Sie war seine niederländische Bearbeitung eines deutschen Werkes über Hormonbehandlungen und für Ärzte gedacht. Er wollte, dass die Ärzte Hormone weiter benützten, darunter auch Anovlar, das er in seinem Buch besprach, ohne seine Rolle in dessen Entwicklung zu erwähnen. Er führte seine Forschungen weiter fort, nicht nur mit Anovlar, sondern auch mit anderen Medikamenten wie Eugynon (siehe dazu auch Aconcen) und Sequilar. Er veröffentlichte seine Forschungsergebnisse aber nur in Fachzeitschriften.
Wichtiger ist, dass er ohne Zurückhaltung die Pille verschrieb, wenn er die Gesundheit seiner Patientin als bedroht ansah. Dem konnten sowohl zu viel Schwangerschaften, die öfters lebensbedrohend waren (zehn oder zwölf Kinder war in den Kempen in den sechziger Jahren nicht selten), eine späte Schwangerschaft oder eine Totgeburt, zum Beispiel wegen Rhesus-Inkompatibilität, zugrunde liegen. Auch verteidigte er eindeutig das Recht eines Ehepaares, selbst zu entscheiden, wie viel Kinder sie haben möchten: „Sie und Ihr Mann entscheiden, wie viel Kinder Sie wollen,“ sagte er zu einer Patientin, „und der Papst hat damit nichts zu tun.“
Trotzdem blieb Peeters ein im Grunde konservativer Katholik, der die (weitgehend der Pille zuzuschreibenden) losen Sitten der sexuellen Revolution entschieden ablehnte. Einer seiner Söhne behauptet, diese Ablehnung sei auch ein Grund dafür gewesen, dass Peeters über Anovlar schwieg, weil es sein mittelbarer Beitrag zur sexuellen Revolution war. Wie seine Kirche war er der Meinung, dass der Geschlechtsverkehr nur innerhalb der Ehe stattfinden sollte.

## Ruf in der Öffentlichkeit
Die Ergebnisse von Peeters' Forschungen wurden als Peeters F., M. Van Roy & R. Oeyen 1960 veröffentlicht. Van Roy war Peeters' klinischer Biologe, Oeyen sein Assistent. Es kamen mehr als 50.000 Anfragen um Sonderdrucke aus der ganzen Welt, besonders nach der Einführung von Anovlar.
Peeters sprach zu dem „Third World Congress of Gynecology and Obstetrics“ in Wien im September 1961 und auf dem 60. Kongress der Nordwestdeutschen Gesellschaft für Gynäkologie und Geburtshilfe (Kiel 1961). Er war einer der Referenten beim „Second Fertility Congress“ in Brüssel, wo er sich mit Eleanor Mears traf, die Mitverfasserin eines sehr positiven Berichtes im renommierten British Medical Journal.
In den frühen sechziger Jahren war sein Ruf sehr bedeutend.
Aber in seinem eigenen Land stieß Peeters auf Probleme: Bis 1973 liefen Veröffentlichungen über Verhütung Gefahr, gegen die belgische Gesetzgebung zu verstoßen, die sie als „obszön“ betrachtete. In Belgien musste Peeters daher über sein Werk schweigen. Eine Tagung der flämischen Gesellschaft für Gynäkologie und Geburtshilfe in Turnhout beispielsweise, zu der Peeters im Mai 1960 einlud, war den „Ovulationsunterdrückern“ gewidmet. Im Protokoll aber fehlen die Wörter Geburtenkontrolle und Verhütung, die voraussichtlich dazu geführt hätten, dass die Tagung als obszön gegolten hätte.
Dazu kam, dass Belgien ein sehr katholisches Land war, und damals war die Enzyklika Casti connubii, die den Standpunkt der Kirche über hormonale Empfängnisverhütung vermittelte, seht deutlich: Letztere war verboten. Peeters' Arbeitsstelle lag in den Händen des Turnhouter Stadtrates, der völlig von der Christlichen Volkspartei beherrscht wurde. Solange die Kirche künstliche Verhütung verbot, drohte Peeters also seine Stelle zu verlieren.
Seit Oktober 1958 war Johannes XXIII. Papst und Aggiornamento (Anpassung an moderne Verhältnisse) schien möglich, sogar im Standpunkt der Kirche zu Empfängnisverhütung. Jedenfalls dachte Nand Peeters dies. Am 1. Mai 1963 bekam er eine kurze Privataudienz bei Johannes XXIII. Nachher erklärte er, er habe den Eindruck gehabt, „dass der Papst der Pille Stütze verlieh“. Auf jeden Fall setzte dieser 1963 eine „Päpstliche Studienkommission zu Fragen des Bevölkerungswachstums und der Geburtenregelung“ ein, die ihre Arbeit während des Pontifikats Pauls VI. weitersetzte, wenn auch in einer stark erweiterten Zusammensetzung. 1964 berief Paul VI. den 1. europäischen Kongress katholischer Ärzte ein (Malta, 1964), der fast ausschließlich der Geburtenregelung gewidmet war. Einer der Vortragenden war Ferdinand Peeters.
Als Paul VI. 1968 in seiner Enzyklika Humanae vitae die radikale Ablehnung der Kirche jeder Form der Empfängnisverhütung mit „künstlichen Mitteln“ bestätigte, war Peeters sehr enttäuscht. In einer Anspielung auf die letzte Enzyklika des Papstes Johannes XXIII., Pacem in terris, sagte er einmal wütend „Wir gehen zum Papst und sagen ihm, er sollte eine Enzyklika Pacem in utero (Frieden im Mutterschoß) schreiben.“ Aber als überzeugter Katholik konnte er es vor seinem Gewissen nicht verantworten, sich öffentlich von der Lehre der Kirche zu distanzieren.
Die katholische Kirche, wie auch die politische Lage in Turnhout, ließen ihm keine Wahl: er musste sich in Stillschweigen über die Entwicklung von Anovlar hüllen. Das tat er derart erfolgreich, dass seine Kinder nur von ungefähr wussten, dass er damit etwas zu tun gehabt hatte. Dass er derjenige war, der Anovlar entwickelt hatte, erfuhren sie erst 1995. In dem Jahr bat Schering AG, unwissend wie es mit Peeters gesundheitlich bestellt war, ihn um Hilfe für einen Beitrag zum Katalog (Staupe & Vieth 1996) der Ausstellung Die Pille: Von der Lust und von der Liebe, vom Deutschen Hygiene-Museum veranstaltet.
Demzufolge wurde sein Name vergessen. Als er starb, berichtete nur die Turnhouter Presse von seinem Tod.

## Sonstige Forschungen
1964 bat Ortho Pharmaceutical (jetzt Johnson & Johnson) Peeters, an einer Untersuchung einer Variante RhoGAMs, des Anti-D-Immunglobulins der Firma, teilzunehmen. Peeters stimmte zu und übernahm die Führung einer kleinen Gruppe von Ärzten und einer großen Gruppe von Hebammen, die er über das Problem der Rhesus-Inkompatibilität in Kenntnis setzte. Das Präparat wurde an mehr als 700 Frauen getestet und das Ergebnis war außerordentlich gut: Es wurde von keinem einzigen Fall von RH-Krankheit berichtet, was einen seiner Mitarbeiter dazu brachte zu sagen, dank dieser Untersuchung seien die Kempen die erste von RH-Krankheit befreiten Region der Welt. Als er dieses Ergebnis auf einer Berliner Tagung präsentierte, der mehr als 2500 Gynäkologen und Kinderärzte beiwohnten, schrieb Peeters diesen Erfolg den Hebammen, den Entbindungsanstalten und den gynäkologischen Abteilungen zu, die an der Untersuchung beteiligt waren, und versäumte, das Ergebnis zu veröffentlichen. Seine Vorträge und seine Auffrischungskurse für Ärzte beschäftigten ihn zu sehr.

## Nicht-medizinische Aktivitäten
Als er noch Student war, und noch einige Zeit danach, war Peeters eine prominente Führungskraft in einer katholischen Jugendbewegung, der „Katholieke Studenten Actie“ (KSA). 1944 schrieb er für die KSA eine Broschüre, Het groot avontuur in K.S.A.-Jong-Vlaanderen, und in der Zeit vor seiner Hochzeit konnte er bis zum Tag vor der Feierlichkeit nicht erreicht werden, da er sich auf einer Inspektionsreise der KSA-Lager befand, zusammen mit einem anderen Leiter der KSA, Pieter De Somer, der ebenfalls ein bekannter medizinischer Forscher wurde.
Nach dem Tod von Jozef Simons 1948, folgte Peeters ihm als Vorsitzender der Turnhouter Abteilung eines flämischen kulturellen Vereins, des „Davidsfonds“, nach und blieb es bis 1965, und 1967 war er Mitbegründer der Kempener Abteilung des „Orde van den Prince“, eines anderen kulturellen Vereins.

## Varia
- 1970 schickte der damalige Kulturminister Frans Van Mechelen einen seiner Mitarbeiter zu Peeters mit der Bitte, sich um das Bürgermeisteramt Turnhouts als Kandidat der Christlichen Volkspartei zu bewerben. Peeters lehnte ab, denn nach seinem Dafürhalten sollte ein Arzt einem jeden zur Verfügung stehen und sich keiner Partie verpflichtet wissen.
- Am 23. Oktober 1985 verlieh Papst Johannes Paul II. ihm das Ehrenkreuz Pro Ecclesia et Pontifice für sein Verdienst um das Bildungswesen.
- Am 31. März 2014 beschloss der Turnhouter Stadtrat eine geplante Straße „Dokter Nand Peetersstraat“ zu nennen.[20] 2016 war die Straße fertiggestellt; die ersten Einwohner zogen am 31. Mai ein.[21]
- Anfang 2014 organisierte Radio 1 (Flandern) eine Meinungsumfrage, um herauszufinden, welche belgische Erfindung die Zuhörer für die beste aller Zeiten hielten. Sobald „die Pille von Doktor Peeters“ nominiert wurde, erhielt sie massive Unterstützung, fast ausschließlich von Frauen. In der letzten Sendung, am 4. April 2014, bekam die Pille 38 % der Stimmen und ließ dabei das Saxophon, die Mercator-Projektion, die belgische Praline und JPEG[22] weit hinter sich.
- Am 12. Juni 2017 gab die belgische Post bpost ein Ersttagsblatt heraus mit dem Titel „Medische doorbraken/Avancées médicales“ (Medizinische Durchbrüche), das eine Briefmarke enthielt zu Ehren von Nand Peeters. Sie zeigt sein Bild und ein Bild der Originalpackung Anovlars.[23]